# Felo
Rafael Batista Hernández, plus communément appelé Felo, est un footballeur espagnol né le 24 octobre 1936 à Las Palmas. Il évoluait au poste de milieu.

## Biographie

### En club
Felo commence sa carrière en 1956 à l'UD Las Palmas en première division espagnole,.
En 1959, il rejoint le Real Madrid,.
Il est sacré Champion d'Espagne à quatre reprises en 1962, 1963, 1964 et en 1965. Il remporte également la Coupe d'Espagne en 1962.
Avec le Real Madrid,, Felo participe à de nombreuses campagnes en  Coupe des clubs champions.
Lors de la saison 1961-1962, il dispute cinq matchs et marque un but lors d'un quart de finale retour contre la Juventus. Il est titulaire lors de la finale contre Benfica perdue 3-5.
Lors de la saison 1963-1964, il joue trois matchs et marque deux buts, un lors d'une demi-finale contre le FC Zurich et un autre lors de la finale contre l'Inter Milan perdue 1-3.
En 1965, il est transféré au Séville FC,.
Felo raccroche les crampons après une dernière saison 1966-1967 au Séville FC,.

## Palmarès
Real Madrid
| - Championnat d'Espagne (4) : - Champion : 1961-62, 1962-63, 1963-64 et 1964-65. - Coupe d'Espagne (1) : - Vainqueur : 1961-62. |  | - Coupe des clubs champions : - Finaliste : 1961-62 et 1963-64. |